# Alter Fehrbacher Tunnel
Der Alte Fehrbacher Tunnel – ursprünglich lediglich Fehrbacher Tunnel – ist ein ehemaliger Eisenbahntunnel der Biebermühlbahn. Das 1875 dem Verkehr übergebene Bauwerk war seinerzeit nach dem an der Pfälzischen Ludwigsbahn gelegenen Heiligenberg-Tunnel der zweitlängste Eisenbahntunnel innerhalb der Pfalz. 1939 wurde er im Zuge des zweigleisigen Ausbaus der Strecke um ein unmittelbar westlich gelegenes Bauwerk – den Neuen Fehrbacher Tunnel – ergänzt. Seit der Stilllegung des ersten Gleises von 1875 dient ausschließlich letzterer dem Verkehr nach Pirmasens. Die beiden Portale des alten Fehrbacher Tunnels standen unter Denkmalschutz.

## Lage
Der Tunnel befindet sich auf der Gemarkung der kreisfreien Stadt Pirmasens. Er dient der Unterquerung der Wasserscheide zwischen dem Steinbach und dem Blümelsbach. Er unterquert die Bundesstraße 10, die städtische Zweibrücker Straße und ein Industriegebiet. Nordwestlich liegt der namensgebende Stadtteil Fehrbach.

## Geschichte
Der Tunnel verdankt seine Entstehung der Tatsache, dass eine direkte Anbindung von Pirmasens an die Magistrale Landau–Zweibrücken wegen der topografischen Verhältnisse scheiterte. Zunächst opponierte die Stadt vehement gegen die von der bayerischen Regierung geplante Stichstrecke und strebte weiterhin einen Direktanschluss an. Die Mehrheit des Stadtrates votierte schließlich mit 24:14 Stimmen für den Regierungsentwurf, da andernfalls der Bahnhof im Bereich von Niedersimten entstanden wäre, was man nicht mehr als Direktanbindung betrachten hätte können und wodurch eine spätere Bahnverbindung nach Kaiserslautern keine Realisierungschancen mehr gehabt hätte. Am 25. November 1875 wurde die von der Biebermühle ausgehende Stichbahn zusammen mit dem Hauptbahnabschnitt Annweiler–Zweibrücken eröffnet.
1939 wurde annähernd parallel zur bisherigen Strecke ein weiteres Gleis in Betrieb genommen, das ebenfalls einen Tunnel – den Neuen Fehrbacher Tunnel – erhielt. Daraufhin wurde der bisher bestehende in Alter Fehrbacher Tunnel umbenannt. Fortan wurde er nur noch von bergab fahrenden Zügen (Richtung Norden) befahren, da die Steigungsverhältnisse auf der alten Trasse ungünstiger waren als auf der neuen. Da sich in Folge der Schäden des Zweiten Weltkriegs die Sanierung der neuen Trasse bis in die 1950er Jahre hinzog, diente ab 1946 zunächst ausschließlich die alte Strecke dem Pirmasenser Bahnverkehr. Nach Wiederherstellung der neuen Strecke wurde sie jedoch nicht mehr planmäßig befahren, sodass sie samt dem Tunnel 1996 offiziell stillgelegt wurde. Noch kurz vor der Bahnreform war ihre mögliche Reaktivierung samt den anfallenden Kosten untersucht worden. Seit den 2010er Jahren wird die Reaktivierung des alten Gleises diskutiert, da das Berggleis seine Kapazitätsgrenze erreicht hat.